# Paul Murphy (brytyjski polityk)
Paul Peter Murphy, baron Murphy of Torfaen (ur. 25 listopada 1948 w Usk) – brytyjski polityk, minister w rządach Tony’ego Blaira i Gordona Browna, członek Partii Pracy, poseł do Izby Gmin w latach 1987–2015, par dożywotni od 2015.

## Życiorys
Wykształcenie odebrał w West Monmouth School w Pontypool oraz w Oriel College na Uniwersytecie w Oksfordzie. Następnie wykładał historię na Ebbw Vale College of Further Education. W 15 roku życia wstąpił do Partii Pracy. Od 1973 do 1979 był członkiem rady Torfaen. W latach 1976–1986 był przewodniczącym komitetu finansów tejże rady. W 1987 został wybrany do Izby Gmin jako reprezentant okręgu Torfaen. Był głównym mówcą opozycji ds. zagranicznych oraz marynarki wojennej.
Po dojściu Partii Pracy do władzy Murphy był ministrem stanu ds. rozwoju politycznego w Ministerstwie ds. Irlandii Północnej i brał udział w negocjacjach zakończonych porozumieniem wielkopiątkowym. 28 lipca 1999 został członkiem gabinetu jako minister ds. Walii. Od 24 października 2002 do 5 maja 2005 był ministrem ds. Irlandii Północnej. Po odejściu z gabinetu został przewodniczącym parlamentarnej komisji ds. wywiadu i bezpieczeństwa. Do brytyjskiego gabinetu powrócił w okresie urzędowania Gordona Browna w 2008 r., ponownie na stanowisko ministra ds. Walii i piastował je do 5 czerwca 2009.
Nie kandydował w wyborach parlamentarnych w 2015. W tym samym roku nadany mu został tytuł barona (baron Murphy of Torfaen), przez co wszedł w skład Izby Lordów jako par dożywotni.
Jest praktykującym katolikiem. Za pomoc przy promowaniu pokoju w Irlandii Północnej został odznaczonym Komandorskim Krzyżem Zasługi z Gwiazdą Świętego Militarnego Konstantyniańskiego Orderu św. Jerzego. W 1997 został również kawalerem Orderu Świętego Grzegorza Wielkiego. W 1999 powołany został w skład Tajnej Rady.